# Fozil Musaev
Fozil Musaev (Tasjkent, 2 januari 1989) is een Oezbeeks voetballer die als middenvelder speelt bij Júbilo Iwata.

## Clubcarrière
Musaev begon zijn carrière in 2007 bij FC Nasaf. Musaev speelde tussen 2007 en 2016 voor FK Mash'al Mubarek, FC Bunjodkor, Muaither SC, Lokomotiv Tasjkent en Sepahan FC. Hij tekende in 2017 bij Júbilo Iwata.

## Interlandcarrière
Musaev debuteerde in 2009 in het Oezbeeks nationaal elftal en speelde 25 interlands. Hij nam met het Oezbeeks voetbalelftal deel aan de Aziatisch kampioenschap 2019.